# Joalin Loukamaa
Joalin Viivi Sofia Loukamaa, född den 12 juli 2001   i Åbo, är en finländsk modell, sångerska och dansare.   Loukama är mest känd för att dansa och sjunga i Now United-gruppen. Now United är en popgrupp som består av 18 sjungande och dansande medlemmar runt om i världen. Now United är Simon Fullers projekt. Hon håller också på att göra sin egen musik. 
Vid tio års ålder flyttade Loukamaa till Mexiko med sin mamma. 2021 deltog Loukamaa i Selviytyjät Suomi. Säsongen filmades exceptionellt i Haparanda skärgård i sommaren 2020 på grund av Corona-restriktionerna. 2021 hade Loukamaa fler Instagram-följare än någon annan finländare. Hon har varit med i musikvideor av flera artister, som t.ex. Robin Packalen och Harry Styles. Hon har också många Youtube-prenumeranter. 